# (2606) Одесса
(2606) Одесса (лат. Odessa) — довольно крупный астероид главного пояса, который был открыт 1 апреля 1976 года советским астрономом Николаем Черных в Крымской обсерватории и был назван в честь города на черноморском побережье Украины — Одессы.

Орбита астероида Одесса и его положение в Солнечной системе
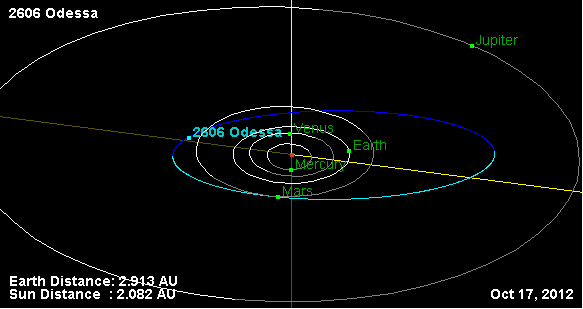
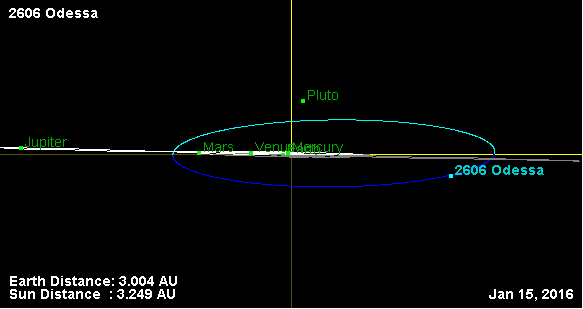